# Miloš Bursać
Miloš Bursać (cyr.: Mилoш Буpcaћ, ur. 23 czerwca 1965 w Belgradzie) – serbski piłkarz występujący na pozycji napastnika. Reprezentant Jugosławii.

## Kariera klubowa
Bursać karierę rozpoczynał w sezonie 1982/1983 w Galenice Zemun, grającej w pierwszej lidze jugosłowiańskiej. W 1983 roku przeszedł do innego pierwszoligowca, Hajduka Split i w sezonie 1983/1984 zdobył z nim Puchar Jugosławii. Następnie grał w Sutjesce Nikšić, ale w 1986 roku wrócił do Hajduka. W sezonie 1986/1987 ponownie wygrał z nim rozgrywki Pucharu Jugosławii.
W 1988 roku Bursać odszedł do Crvenej zvezdy, z którą w sezonie 1988/1989 wywalczył wicemistrzostwo Jugosławii. W 1989 roku został graczem francuskiego Sportingu Toulon Var. W Division 1 zadebiutował 22 lipca 1989 w wygranym 2:0 meczu z AS Saint-Étienne, w którym strzelił też gola. W sezonie 1989/1990 z 16 bramkami zajął 4. miejsce w klasyfikacji strzelców Division 1.
W trakcie sezonu 1991/1992 Bursać przeniósł się do innego pierwszoligowca, Olympique Lyon. Jego barwy reprezentował do końca sezonu 1992/1993. Następnie występował w hiszpańskiej Celcie Vigo. W Primera División zadebiutował 7 października 1992 w przegranym 0:1 spotkaniu z Espanyolem. W Celcie spędził sezon 1992/1993.
Potem, przez jeden sezon był zawodnikiem belgijskiego Royal Antwerp FC, ale w 1994 roku wrócił do Hiszpanii, gdzie został graczem klubu CA Marbella z Segunda División. Występował tam przez dwa sezony. Następnie grał w amerykańskim Kansas City Attack (indoor), belgijskim RWD Molenbeek (II liga), serbskiej Sutjesce Nikšić (I liga) oraz belgijskim Racingu Mol-Wezel (V liga), w którego barwach w 2004 roku zakończył karierę.

## Kariera reprezentacyjna
W reprezentacji Jugosławii Bursać zadebiutował 28 września 1985 w przegranym 1:2 meczu eliminacji Mistrzostw Świata 1986 z NRD. W drużynie narodowej rozegrał 2 spotkania, oba w 1985 roku.